# Catedral de Bangor
Catedral de Bangor (em galês:  Eglwys Gadeiriol Bangor) ou Catedral de São Deiniol é a igreja catedral de Bangor, Gwynedd, País de Gales. É dedicada ao seu fundador, São Deiniol.
O local do atual edifício da Catedral de Bangor tem sido usado como um local de culto cristão desde o século VI. A catedral foi construída em um local baixo e discreto, possivelmente para não atrair a atenção de invasores vikings do mar nos tempos antigos.
O edifício de estilo gótico na colina faz parte da Universidade de Bangor.

## Galeria

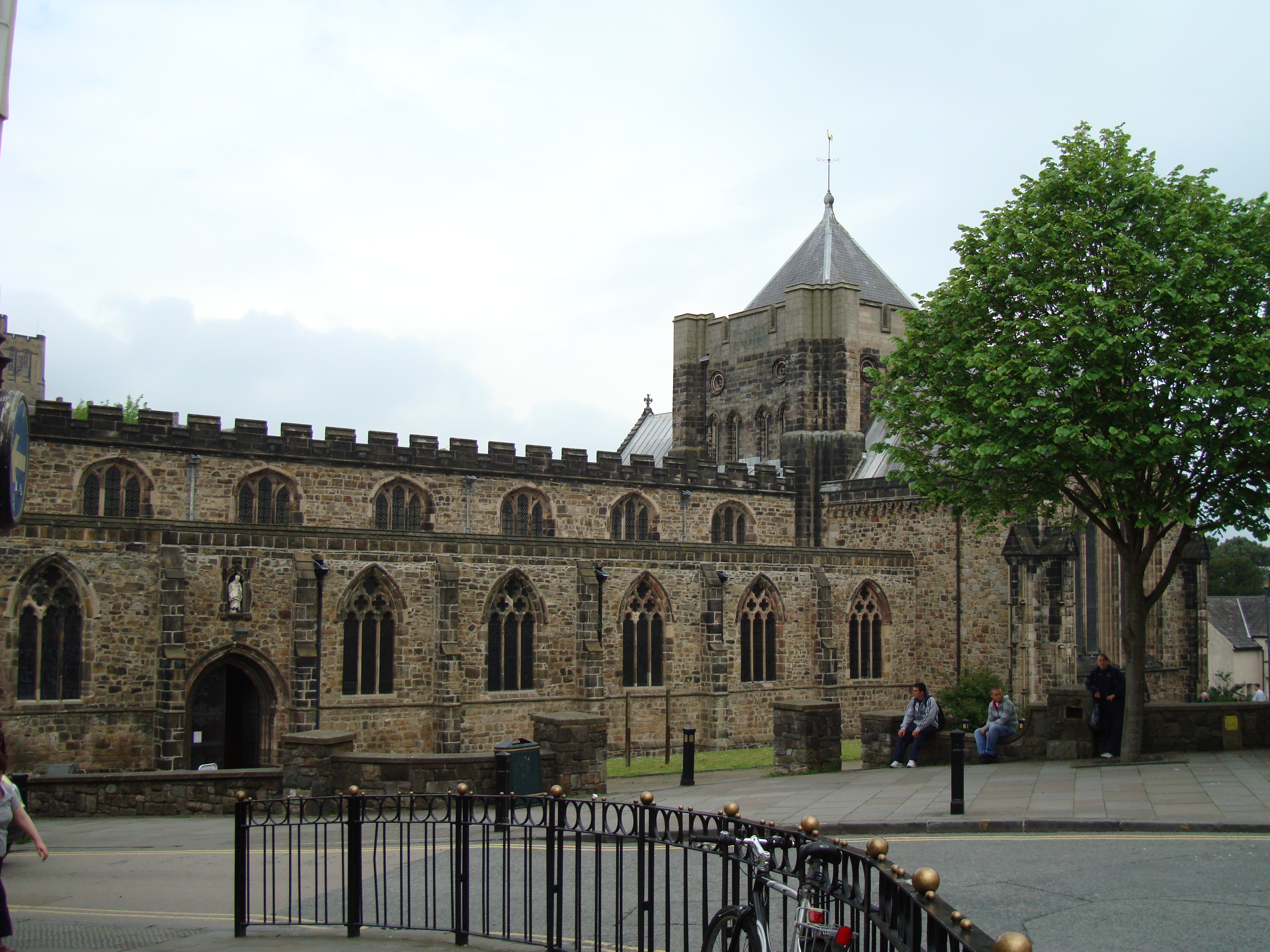
Nave e Torre Central.
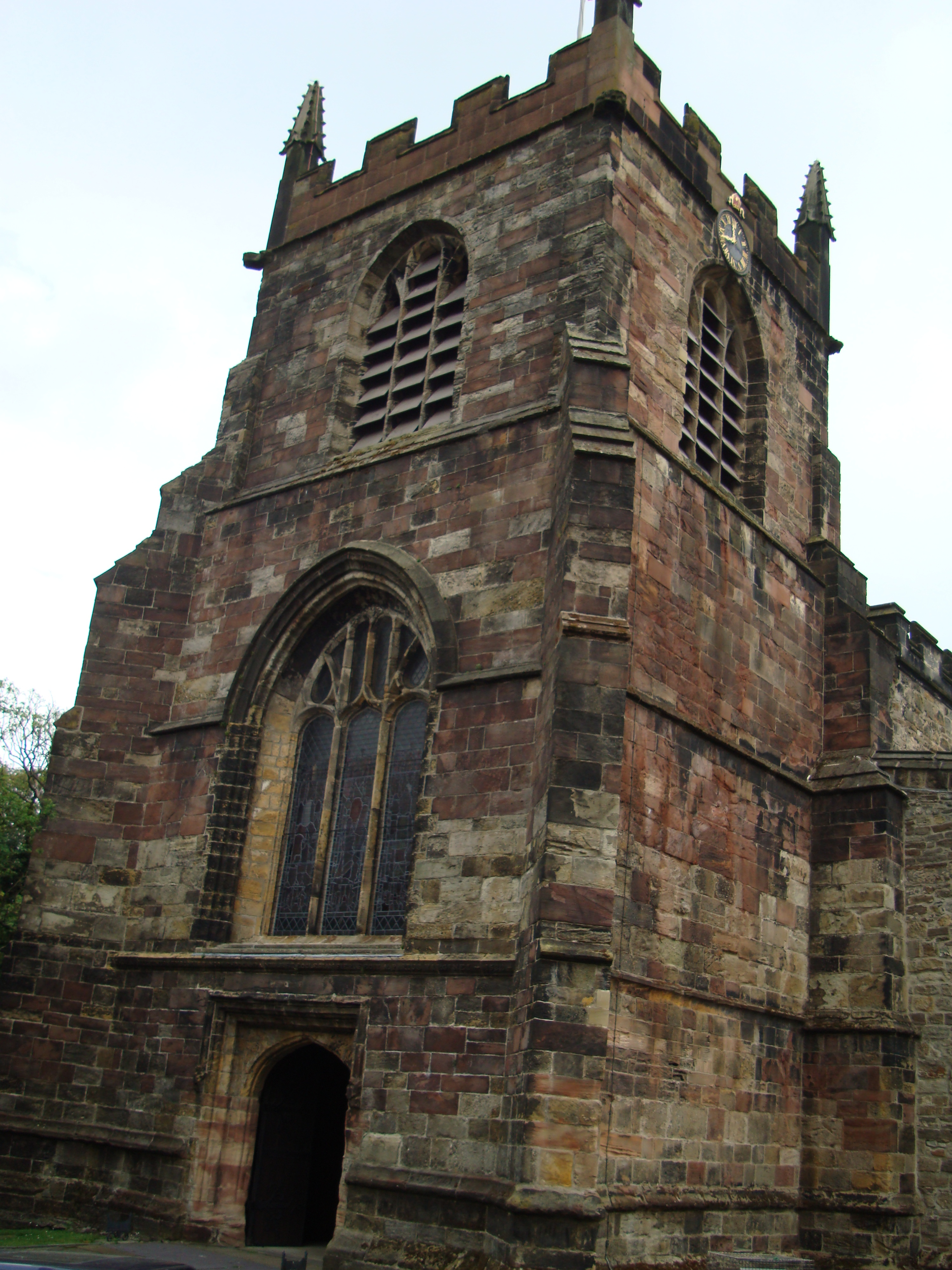
Torre Oeste.
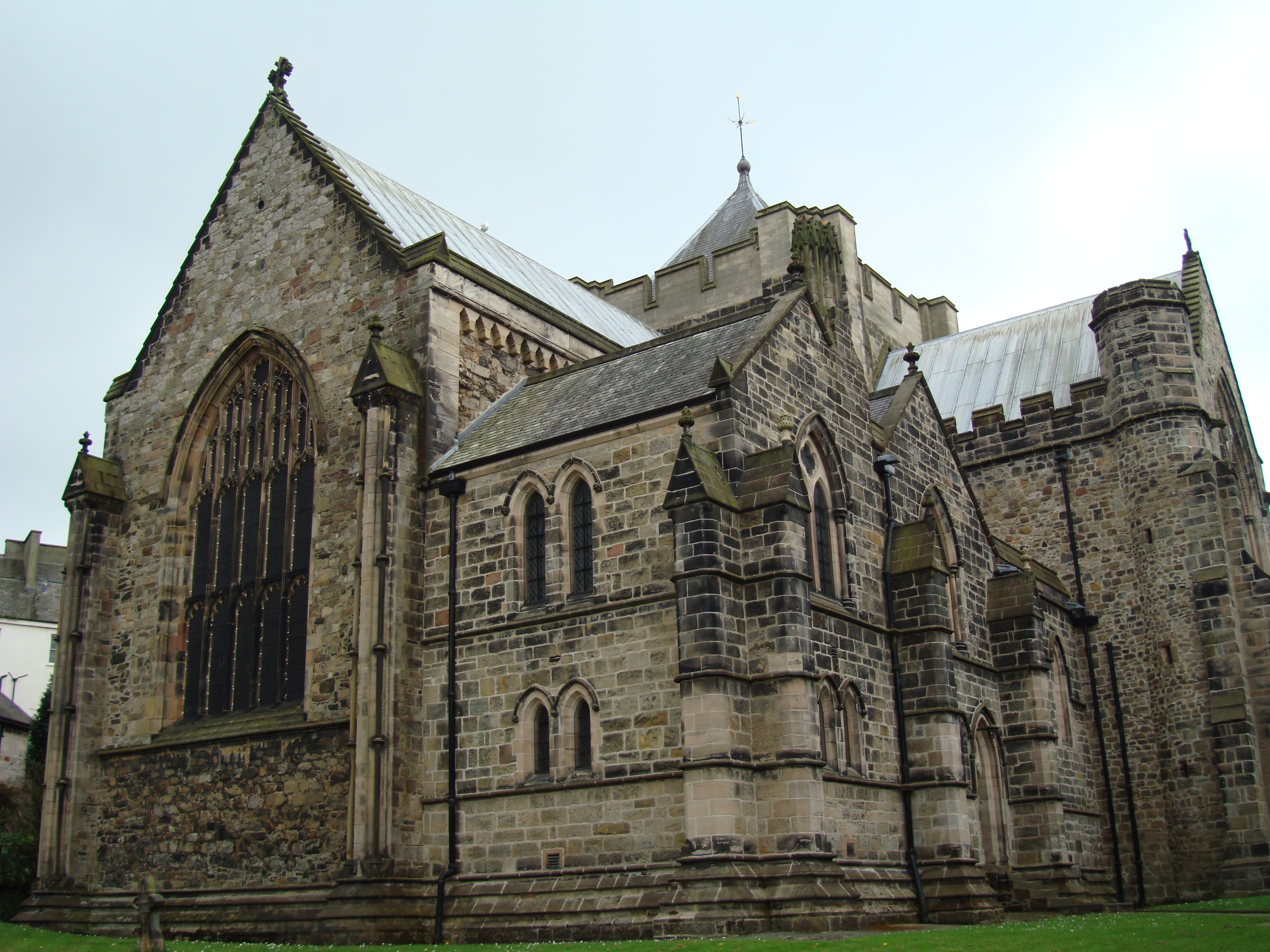
Extremo Leste e Torre.
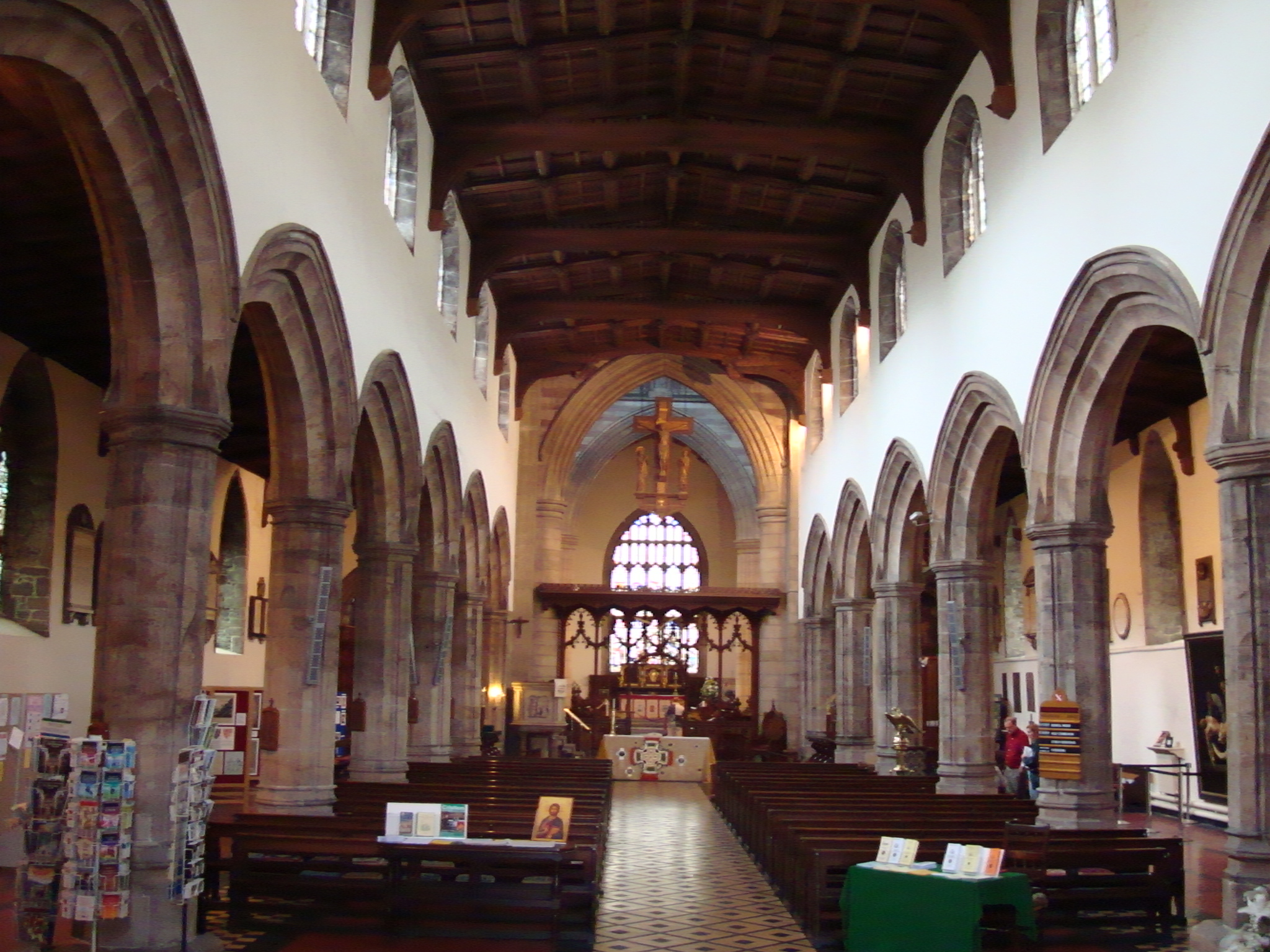
Interior - Nave